# Élection partielle québécoise de mai 2017
L'élection partielle québécoise de mai 2017 se déroule le 29 mai 2017 dans la circonscription électorale provinciale de Gouin pour combler le poste de député laissé vacant par la démission de Françoise David, le 19 janvier.

## Contexte
Le 19 janvier 2017 Françoise David, députée de Gouin depuis 2012, annonce son départ de la vie politique pour raison de santé. Les médias indiquent que Québec solidaire a approché trois candidats vedettes pour aller mener la lutte dans ce fief, mais qu'ils ont tous refusé. Il s'agit du député néodémocrate Alexandre Boulerice, la cofondatrice et ex-présidente d'Équiterre Laure Waridel et Béatrice Vaugrante, directrice générale d'Amnistie internationale pour le Canada francophone. Le 9 mars 2017, l'ancien leader syndical étudiant Gabriel Nadeau-Dubois révélé par le « Printemps érable » se lance en politique et annonce briguer l'investiture dans la circonscription, ainsi que le poste de porte-parole masculin du parti. Aucun autre candidat ne se présentant face à lui, il devient officiellement candidat de Québec Solidaire le 26 mars 2017.
Le Parti québécois annonce dès le départ de Françoise David qu'il ne présentera pas de candidats dans la circonscription au nom de la « convergence souverainiste ».
Le Parti libéral du Québec annonce le nom de son candidat le 18 avril. Il s'agit de Jonathan Marleau, alors président de la Commission jeunesse du PLQ, dont-il démissionne pour être candidat. Âgé de 25 ans, il explique avoir lui aussi « porté un carré rouge ». 
De nombreux autres partis semblent jouer la carte de la jeunesse et investissent des candidats ayant moins de trente-cinq ans :
- le Parti conservateur du Québec investit Samuel Fillion Doiron, 22 ans, qui confesse avoir manifesté et voté solidaire en 2012[7] ;
- le tout nouveau parti « Citoyens au pouvoir » investit François-Xavier Richard-Choquette, un étudiant en télécommunications[8], finalement candidat Indépendant avec une autre candidate de ce parti ;
- le Parti vert du Québec désigne son chef Alex Tyrrell, 29 ans, déjà candidat à plusieurs partielles les années précédentes[9];
- le Parti indépendantiste présente Alexandre Cormier-Denis, chroniqueur de 32 ans fondateur d'Horizon Québec, scission du Parti québécois favorable à une alliance avec le Front national français[10].

## Résultats
|                                                                                               | Nom                               | Parti                        | Nombre de voix | %      | Maj.  |
| --------------------------------------------------------------------------------------------- | --------------------------------- | ---------------------------- | -------------- | ------ | ----- |
|                                                                                               | Gabriel Nadeau-Dubois             | Québec solidaire             | 9 832          | 69,2 % | 8 563 |
|                                                                                               | Jonathan Marleau                  | Libéral                      | 1 269          | 8,9 %  | -     |
|                                                                                               | Vanessa Dion                      | Option nationale             | 1 116          | 7,9 %  | -     |
|                                                                                               | Benjamin Bélair                   | Coalition avenir             | 954            | 6,7 %  | -     |
|                                                                                               | Alex Tyrrell                      | Vert                         | 651            | 4,6 %  | -     |
|                                                                                               | Jean-Patrick Berthiaume           | Bloc pot                     | 113            | 0,8 %  | -     |
|                                                                                               | Alexandre Cormier-Denis           | Parti indépendantiste (2008) | 81             | 0,6 %  | -     |
|                                                                                               | Samuel Fillion-Doiron             | Conservateur                 | 70             | 0,5 %  | -     |
|                                                                                               | Nicole Goulet                     | Citoyens au pouvoir          | 34             | 0,2 %  | -     |
|                                                                                               | Michel Leclerc                    | Parti libre                  | 34             | 0,2 %  | -     |
|                                                                                               | François-Xavier Richard-Choquette | Indépendant                  | 24             | 0,2 %  | -     |
|                                                                                               | Sébastien Théodore                | Indépendant                  | 15             | 0,1 %  | -     |
|                                                                                               | Louis Chandonnet                  | Équipe autonomiste           | 12             | 0,1 %  | -     |
| Total                                                                                         | Total                             | Total                        | 14 205         | 100 %  |       |
| Le taux de participation lors de l'élection était de 32,7 % et 243 bulletins ont été rejetés. |                                   |                              |                |        |       |